# Jennifer Montagu
Jennifer Montagu, född 20 mars 1931, är en brittisk konsthistoriker. Hon har särskilt studerat italiensk barockskulptur. Montagu var Slade Professor of Fine Art 1980–1981.

## Utmärkelser
- Kommendör av Brittiska imperieorden
- Victoriaorden
- Ledamot av British Academy
- Ledamot av Society of Antiquaries of London